# Зерно (посёлок)
Зерно́ — посёлок в Рубцовском районе Алтайского края. Входит в состав Новоалександровского сельсовета.

## История
Основан в 1928 году. В 1931 году коммуна состояла из 167 хозяйств, основное население — русские. В административном отношении находилась в составе Новоалександровского сельсовета Рубцовского района.

## Население
| 1931 | 1997 | 1998 | 1999 | 2000 | 2001 |
| ---- | ---- | ---- | ---- | ---- | ---- |
| 537  | ↘263 | ↘259 | ↘243 | →243 | ↘238 |
| 2002 | 2003 | 2004 | 2005 | 2006 | 2007 |
| ↗239 | ↗242 | ↘239 | ↗244 | ↗255 | ↘247 |
| 2008 | 2009 | 2010 | 2011 | 2012 | 2013 |
| ↘240 | ↘233 | ↘213 | ↘211 | ↘206 | ↘196 |

## Улицы
- ул. Арычная,
- ул. Коммунаров,
- ул. Мирная.